# Biblioteca Nacional de Cuba José Martí
La Biblioteca nacional de Cuba José Martí es la biblioteca principal del país e isla caribeña de Cuba, se localiza en la ciudad capital de La Habana y fue establecida el 18 de octubre de 1901, forma parte de un sistema nacional de más de 400 bibliotecas distribuidas por toda Cuba.
Empezó como un archivo con una colección personal, hoy en día alberga numerosas colecciones y es el depósito legal del país. Posee una biblioteca digital y numerosas salas, alberga el tesoro patrimonial documental, bibliográfico, artístico y sonoro del país, así como de lo más representativo de la cultura universal. Recibe su nombre en honor del heróe nacional cubano José Martí desde 1949.